# Флоренс (Илиноис)
Флоренс (енгл. Florence) град је у америчкој савезној држави Илиноис.

## Демографија
По попису из 2010. године број становника је 38, што је 33 (-46,5%) становника мање него 2000. године.
| Група             | 2000.       | 2010.       |
| Белци             | 71 (100,0%) | 38 (100,0%) |
| Афроамериканци    | 0 (0,0%)    | 0 (0,0%)    |
| Азијати           | 0 (0,0%)    | 0 (0,0%)    |
| Хиспаноамериканци | 0 (0,0%)    | 0 (0,0%)    |
| Укупно            | 71          | 38          |